# Wurthiini
Wurthiini (лат.) — триба бабочек огнёвок-травянок из подсемейства Spilomelinae (Crambidae, Pyraloidea). Известно более 40 видов в 9 родах. Биология малоизучена. Гусеницы Niphopyralis мирмекофилы, паразиты расплода в гнездах муравьёв-ткачей родов Oecophylla и Polyrhachis.

## Описание
Имаго Wurthiini — мелкие и средние бабочки с размахом крыльев обычно от 20 до более 30 мм, в то время как взрослые особи Niphopyralis обычно несколько меньше: размах крыльев составляет от 12 до 22 мм, а самцы меньше самок.
В гениталиях самцов ункус состоит из одной головки, несущей жесткие хеты, или он двукапитульный (Niphopyralis). Тегумен-винкулумный комплекс более или менее удлиненно-округлый. Вальвы тонкие, сужающиеся к вершине, коста слабо или сильно вогнута (например, у Apilocrocis novateutonialis; см.:444). Юкста обычно глубоко расщеплена или разделена на два юкста-руки (это синапоморфия трибы). Фибула широкотреугольная, вентрально направленная. На мезальной стороне саккулюс вальвы выполнен в виде сильно склеротизированного рычага, который обычно заканчивается дорсально широким шиповатым кончиком или игольчатым выступом, а у Aristebulea, Mimetebulea и Pseudebulea медиодорсальный саккулюс несет медиально направленный отросток. Гениталии самцов Niphopyralis сильно вырождены.
Гениталии самки имеют сильно склеротизированную ламеллу antevaginalis и обычно короткий, перепончатый проток bursae (сильно склеротизированный у Niphopyralis). Сигнум в бурсе либо отсутствует (Mimetebulea, Niphopyralis), либо представлен в виде от мелкой до крупной округлой или короткой поперечной склеротизации.
Личинки и куколки Wurthiini известны только для Niphopyralis.

## Питание
О пищевых растениях Wurthiini известно очень мало. Гусеницы Apilocrocis glaucosia питаются Celtis iguanaea (Cannabaceae).
Личинки Niphopyralis являются мирмекофилами. Паразиты расплода в гнездах муравьёв-ткачей родов Oecophylla и Polyrhachis, где они питаются яйцами, личинками и куколками своих хозяев.
- Pseudebulea fentoni, самец
- Niphopyralis chionesis

## Систематика
Более 4 видов и 9 родов. Триба включена в состав подсемейства Spilomelinae.
Триба Wurthiini была выделена в 1916 году энтомологом Walter Karl Johann Roepke (1882—1961) в ранге подсемейства Wurthiinae в составе семейства Arctiidae (ныне Arctiinae), с родом Wurthia (синоним рода Niphopyralis) в качестве типового рода. Размещение рода Niphopyralis, а вместе с ним и статус Wurthiini, долгое время оставались неясными из-за необычного Limacodidae-подобного габитуса и отсутствия хоботка. В 1923 году тогда еще валидный род «Wurthia» был переведен в подсемейство Schoenobiinae, где в 1893 году Джорджем Хэмпсоном был описан род Niphopyralis с таким же названием. В 1981 году Niphopyralis был перемещён в подсемейство Pyraustinae, в то время как Wurthia остался в Schoenobiinae. Так было до 1996 года, когда Wurthia был признан синонимом Niphopyralis. В 1999 году род Niphopyralis был включён в состав семейства Crambidae как отдельном подсемейство Wurthiinae (Munroe & Solis, 1999).
Regier et al. (2012) установили, что Niphopyralis является ингруппой в составе подсемейства Spilomelinae, и, соответственно, синонимизировали название Wurthiinae со Spilomelinae. В конце концов, в 2019 году название Wurthiini было восстановлено в качестве трибы в его нынешнем виде в составе Spilomelinae.
- Apilocrocis Amsel, 1956[13]
- Aristebulea Munroe & Mutuura, 1968[1][2]
- Cotachena Moore, 1885[14]
- Diaphantania Möschler, 1890
- Loxocorys Meyrick, 1894 [15]
- Mimetebulea Munroe & Mutuura, 1968[2]
- Niphopyralis Hampson, 1893[16] (синоним таксона Wurthia Roepke, 1916)typus
- Pseudebulea Butler, 1881[17]
- Togabotys Yamanaka, 1978[18]